# 후스토 L. 곤살레스
후스토 L. 곤살레스 (Justo L. González, 1937년 8월 9일 - )는 쿠바계 미국의 감리교 신학자이자 역사학자이다. 쿠바 연합신학교를 졸업하고 최연소 나이로 예일 대학교에서 M.A. 와 Ph.D.학위를 받았다. 그는 많은 책을 저술하였고 특별히 라틴 아메리카 신학의 발전에 큰 공헌을 하였다.

## 참고 문헌
- Gonzalez, Justo L (1984), The Story of Christianity (paperback), One: The Early Church to the Reformation, Harper Perennial, ISBN 0-06-063315-8.

——— (1985), The Story of Christianity (paperback), Two: The Reformation to the Present Day, Harper Perennial, ISBN 0-06-063316-6.
——— (1999), The Story of Christianity: The Early Church to the Present Day (2nd complete in one volume ed.), Peabody, MA: Prince Press, ISBN 1-56563-522-1.